# Telestes ukliva
Telestes ukliva é uma espécie de peixe actinopterígeo da família Cyprinidae.
Apenas pode ser encontrada na Croácia.
Os seus habitats naturais são: rios.
Está ameaçada por perda de habitat.